# Кривенко, Андрей Александрович
Андре́й Алекса́ндрович Криве́нко (род. 25 июля 1975, Черноголoвка, Московская область) — российский предприниматель и инвестор. Основатель и совладелец торговой сети «Вкусвилл», основатель фонда «Тилтех Капитал» и родоначальник компании Beyond Taylor.

## Биография
Родился и вырос в семье физиков в Черноголовке. Окончил местную экспериментальную среднюю школу № 82, физматкласс А. Н. Землякова.
В 1992 году поступил, а в 1999 году окончил факультет молекулярной и биологической физики МФТИ по кафедре химической физики. Параллельно обучился специальности «Учёт и аудит» в РЭА им. Плеханова.
Работал в компании «Экорт», проделал путь от аналитика до финансового директора.
С 2002 по 2004 год руководил стратегическими проектами холдинга «Регент».
С 2004 по 2008 год работал финансовым директором в рыбном холдинге «Агама трейд».
В 2009 году открыл первый магазин собственной сети «Избёнка».
С 2012 года стал развивать бренд «ВкусВилл».
В 2016 году стал предпринимателем года по версии РБК.
Кривенко является основателем фонда «Тилтех Капитал». В портфеле фонда — бренд одежды Dorogobogato, сервис доставки Checkbox, сервис по сбору и утилизации мусора «Убиратор». В 2018 году Андрей Кривенко вместе с партнёрами инвестировал 300 000 млн рублей в Клинику Фомина. За период пандемии COVID-19 фонд вложил в проекты более 1 млрд рублей. В 2021 году фонд инвестировал 1 млн долларов в производителя товаров для сна Blue Sleep.
Женат, имеет четверых детей. В 2024 году вошёл в список Forbs «125 миллиардеров России»